# Rare (singolo Selena Gomez)
Rare è un singolo della cantante statunitense Selena Gomez, pubblicato il 17 gennaio 2020 come terzo estratto dal terzo album in studio omonimo.

## Antefatti
Il titolo di Rare è stato annunciato per la prima volta il 15 agosto 2018 durante una diretta Instagram. Leland ha in seguito confermato il suo coinvolgimento nella composizione della canzone. Selena Gomez ha anticipato parte del testo in un'intervista con Vogue a settembre 2018. Un'anteprima della canzone è stata inclusa nel video di presentazione dell'album.

## Descrizione
Il brano è stato scritto dalla stessa cantante con Madison Love, Brett McLaughlin, Nolan Lambroza e Simon Rosen, ed è stato prodotto da questi ultimi due, conosciuti in arte rispettivamente come Sir Nolan e Simon Says. Si tratta di un pezzo dalla produzione minimalista il cui testo vede la cantante riflettere su una relazione passata in cui non riceveva abbastanza attenzioni dal partner. Rare è composto in chiave Fa maggiore ed ha un tempo di 112 battiti per minuto. In Italia è entrato in rotazione radiofonica a partire dal 17 gennaio 2020.

## Video musicale
Il video musicale è stato reso disponibile il 10 gennaio 2020, lo stesso giorno dell'uscita dell'album. Nel video la cantante interpreta il singolo in una foresta magica, circondata da fiori colorati e farfalle. In seguito appare sdraiata in un letto rotondo e in una piscina.

## Tracce
Download digitale (Alexander 23 Edit)
1. Rare (con Alexander 23) (Alexander 23 Edit) – 3:48

Download digitale (dal vivo dagli Studio Village)
1. Rare (dal vivo dagli Studio Village) – 3:51

## Formazione
Musicisti
- Selena Gomez – voce, cori
- Sir Nolan – strumentazione
- Simon Says – strumentazione
- Jake Faun – strumentazione

Produzione
- Sir Nolan – produzione, produzione vocale
- Simon Says – produzione, produzione vocale, ingegneria del suono
- Nolan Lambroza – ingegneria del suono
- Bart Schoudel – ingegneria del suono
- Benjamin Rice – ingegneria del suono
- Tony Maserati – missaggio
- Miles Comaskey – assistenza al missaggio
- Chris Gehringer – mastering

## Successo commerciale
Nella Official Singles Chart britannica Rare ha debuttato alla 28ª posizione grazie a 18 738 copie distribuite durante la sua prima settimana, diventando il ventunesimo ingresso della cantante in classifica.

## Classifiche
| Classifica (2020) | Posizione massima |
| ----------------- | ----------------- |
| Australia         | 22                |
| Austria           | 19                |
| Belgio (Fiandre)  | 30                |
| Belgio (Vallonia) | 35                |
| Canada            | 21                |
| Croazia           | 22                |
| Danimarca         | 36                |
| Estonia           | 17                |
| Francia           | 73                |
| Germania          | 42                |
| Grecia            | 14                |
| Irlanda           | 17                |
| Italia            | 85                |
| Lettonia          | 85                |
| Lituania          | 14                |
| Malaysia          | 12                |
| Norvegia          | 29                |
| Nuova Zelanda     | 28                |
| Paesi Bassi       | 40                |
| Portogallo        | 33                |
| Regno Unito       | 28                |
| Repubblica Ceca   | 13                |
| Romania           | 46                |
| Singapore         | 19                |
| Slovacchia        | 17                |
| Slovenia          | 22                |
| Spagna            | 60                |
| Stati Uniti       | 30                |
| Svezia            | 44                |
| Svizzera          | 28                |
| Ungheria          | 7                 |